# Confederación Estatal de Personas Sordas (CNSE)
La Confederación Estatal de Personas Sordas (CNSE) es una organización española sin ánimo de lucro y fue fundada en 1936 por Juan Luis Marroquín. Fue creada como una organización asistencial para proporcionar apoyo a las personas sordas y con el paso del tiempo se fue conformando como una entidad reivindicativa y política que contribuye a reducir las barreras y a proporcionar la plena integración a las personas sordas.
Está integrada por 17 federaciones autonómicas y la Asociación de Personas Sordas de la Ciudad de Melilla. También acoge 118 asociaciones provinciales y locales y varias asociaciones de padres de niños y jóvenes sordos. Entre sus líneas de trabajo están la de defender y apoyar a las personas sordas y a sus familias, hacer que  su movimiento asociativo sea sostenible y proteger las lenguas de signos.

## Servicios
Entre los servicios que proporcionan están la videointerpretación en lengua de signos española (LSE); el servicio ALBA que consiste en asesoramiento y apoyo en temas de violencia de género con un protocolo de actuación en esos casos dadas las dificultades de las mujeres sordas para comunicarse; el diccionario en lengua de signos con fotografías y vídeos;  la LSE en el aula (herramientas para la enseñanza); una guía informativa para inmigrantes y FAMISOR o unidad de apoyo para familias; la red de Agentes de Dinamización de la Comunidad Sorda (ADECOSOR) que se integra en las distintas entidades para promover las diferentes actividades; la Red de Servicios de Atención a Familias con Miembros Sordos; la Red Emplea para promover e informar sobre la capacitación y el empleo de personas sordas y Herramientas para el empleo.
La accesibilidad universal al número de teléfono 112 y posibilidad de comunicarse ante las emergencias ha supuesto una modificación legislativa (Real Decreto  734/2019) que entró en vigor el 24 de enero de 2020. Esto permite que ante cualquier amenaza o emergencia por accidente o catástrofe las personas sordas puedan recibir información comprensible y la rápida actuación de los servicios de emergencia.
Entre las distintas aplicaciones que la digitalización proporciona a las personas sordas están las que permiten que la lectura de los más pequeños se traduzca a la lengua de signos.
Cada 28 de septiembre se celebra el Día Internacional de las Personas Sordas y la red asociativa de CNSE (Confederación Estatal de Personas Sordas) organizan diversas manifestaciones con el lema “La causa que nos une”. 